# هوارد فرانسيس كوركوران
هوارد فرانسيس كوركوران (بالإنجليزية: Howard Francis Corcoran)‏ (و. 1906 – 1989 م) هو محام، وقاضي من الولايات المتحدة الأمريكية.

## التعليم
تعلم في جامعة برنستون، وكلية هارفارد للحقوق.